# Ежова, Людмила Андреевна
Людми́ла Андре́евна Ежо́ва (в замужестве — Гребенькова; 4 марта 1982, Москва, СССР) — российская гимнастка, бронзовый призёр Олимпийских игр. Заслуженный мастер спорта России.
Замужем за гимнастом Георгием Гребеньковым.

## Карьера
На Олимпийских играх в Афинах Людмила выиграла бронзовую медаль в командном первенстве. В абсолютном первенстве она стала 84-й, в упражнениях на брусьях 23-й, на бревне 15-й.
На следующей Олимпиаде Ежова не смогла завоевать медали, став 97-й в абсолютном первенстве, 4-й в командном и 37-й в упражнениях на бревне.
Дважды она становилась серебряным и бронзовым призёром чемпионатов мира и дважды выигрывала чемпионат Европы.

## Образование
Выпускница НГУ им. П. Ф. Лесгафта.